# Cycas collina
Cycas collina là một loài thực vật hạt trần trong họ Cycadaceae. Loài này được K.D.Hill, H.T.Nguyen & P.K.Lôc mô tả khoa học đầu tiên năm 2004. Đây là một loài cây quý hiếm đặc hữu của huyện Mai Sơn, tỉnh Sơn La.